# Театр «Може бути»
Авторський театр «Може бути» — приватний драматичний театр, заснований 5 жовтня 2005 року групою студентів Харківського національного університету мистецтв ім. І. П. Котляревського. Вистави проходять на малій сцені харківського Будинку актора та в інших містах України.

## Історія
Театр був створений студентами Харківського національного університету мистецтв імені І. П. Котляревського. Ще впродовж свого навчання вони мріяли присвятити своє життя мистецтву та відкрити власний театр. Ще на базі театрального факультету молоді актори та режисер зробили чотири вистави, дві з яких залишаються в репертуарі. Театр був створений не за державним замовленням, тому було непросто знайти власне місце для постановок. Талановиті й амбітні молоді люди «стукали в усі двері». Зрештою їм надійшла пропозиція від тодішнього директора харківського Будинку актора, заслуженого працівника культури Сергія Бичка, який високо оцінив творчість молодої команди. Таким чином, мала сцена харківського Будинку актора, де на той час було лише 70 місць, стала базою для нового харківського авторського театру «Може бути». Першою постановкою на ній стала дипломна вистава режисера Сергія Аксьонова «Злочин і кара». Прем'єра відбулася в жовтні 2005 року, відтоді театр офіційно почав відлік своєї історії.
Театр «Може бути» вперше в Україні представив глядачеві виставу «Імперія ангелів» на основі однойменної знаменитої книги Бернара Вербера. Сюжет представляє видозмінену трагікомічну версію, адаптовану для сучасного глядача. Головний герой опиняється в потойбічному світі як ангел-охоронець. Його обов'язком є спостереження за двома людськими душами. Одна з них раніше належала французькому письменнику. Вона перебуває ще під впливом зимного життя, тому їй притаманна вразливість психіки та непередбачуваність. Інша душа була в тілі українки, яка працювала перекладачкою. Драма п'єси в тому, що головний герой був знайомий із нею ще в земному житті, тож вона для нього наче не чужа. У кожного героя є своє завдання, і їм доведеться разом пройти через складні обставини, залишаючись гідними вічного щастя. Глядачі отримують привід переоцінити своє життя і задуматися про краще майбутнє. За 12 років постановка отримала кілька нагород харківського театрального фестивалю «Курболесія» і була показана жителям Києва, Одеси, Дніпра та інших міст.
«Коуч по дивам» - інноваційна інтерактивна вистава, в якій, крім сцени, події розгортаються на екрані, що додає особливого враження. Сюжет розгортається навколо життя українських емігрантів в Америці. Вони стикаються зі буденними побутовими та психологічними проблемами, як-от конфлікти на роботі, криза середнього віку, сімейні неприємності, брак матеріальних благ та інших. Українці живуть не в рідній країні та перебувають на межі відчаю, але до них приходить коуч із чудес і пропонує допомогу. Трагікомедія не залишає байдужим жодного глядача.

## Часи війни
Від початку повномасштабного вторгнення російських військ в Україну 2022 року колектив театру постійно займаються активною волонтерською діяльністю. Вони допомагають військовим і мирним жителям, збирають кошти на автомобілі, розвозять харчові продукти та медикаменти в Ізюм, Слов'янськ та інші міста. Крім того, в умовах війни триває театральна діяльність. У квітні 2023 року спільно з театром «Тимур» було представлено нову виставу «Диво». Вона присвячена дітям і розповідає про право дитини на повагу та особливу цінність їхнього життя. Після вистави було дружнє спілкування з глядачами. У серпні 2023 року відбувся поетичний виступ Антона Жилякова «Сповідь харківського волонтера», за мотивами творчості українських поетів і літераторів Сергія Жадана, Тетяни Власової, Катерини Бабкіної та інших діячів мистецтва, які формують сучасний український культурний простір. Вистава наповнена душевним теплом, сміхом крізь сльози та має певний арттерапевтичний аспект. Зібрані кошти було спрямовано на допомогу постраждалим від воєнних дій та потреби військових. Творчий колектив театру «Може бути» дає інтерв'ю іноземній пресі, в яких поширюють інформацію про те, що Харків - непереможне місто, яке не боїться ракетних обстрілів і нових спроб захоплення міста. Таким чином, під час воєнного стану, театр активно продовжує свою діяльність і намагається спрямовувати свою творчість на поліпшення культурного і духовного стану людей як на сцені, так і за її межами. Театральний колектив залишається вірним вислову: «Якщо служити ближньому, то за будь-яких обставин».

## Трупа
Незмінним художнім керівником колективу театру залишається Сергій Аксьонов.
Постійними акторами трупи є:
- Марина Агеєнко
- Євген Алимов
- Артем Боровик
- Антон Жиляков
- Роман Жиров
- Юлія Забутна
- Олександр Шпильовий

## Репертуар
- 2006, 26 квітня — «Чоловіки не плачуть» за мотивами п'єси «Контракт» Ф. Вебера; реж. Сергій Аксьонов
- 2009, 23 травня — іронічна комедія про кохання серед вулиць Харкова «Місто знайомств» за мотивами п'єси «Чужі почуття» К. Леонтьєва; реж. Сергій Аксьонов[3][4]
- 2011, 23 березня — «Імперія янголів» за мотивами однойменного роману Бернара Вербера; реж. Сергій Аксьонов[5][6][7]
- ??? — справи сердечні у двох діях «Історія кохання»; реж. Сергій Аксьонов[8]
- ??? — авторська фантастична комедія «Проект «Дружина»; реж. Сергій Аксьонов
- ??? — «Рятувальний круїз» за мотивами п'єси Ульріха Хуба; реж. Сергій Аксьонов [9]
- ??? — трагікомічне перекладення для сцени у двох діях «Стаккато»; реж. Сергій Аксьонов

## Участь у фестивалях
- 2011 — «Курбалесія» — вистава «Імперія янголів» — призер у трьох номінаціях
- 2012 — «Театронік» — вистава «Імперія янголів»